# Маккей, Джеймс Лайл, 1-й граф Инчкейп
Джеймс Лайл Маккей, 1-й граф Инчкейп (англ. James Lyle Mackay, 1st Earl of Inchcape; 11 сентября 1852 — 23 мая 1932) — британский бизнесмен и колониальный администратор в Индии, который стал председателем Peninsular and Oriental Steam Navigation Company («P&O») и основателем Inchcape Retail Ltd. Он был известен как сэр Джеймс Маккей с 1894 по 1911 год.

## Предыстория
Второй сын и четвертый ребенок Джеймса Маккея (? — 1862) из Арброта, Шотландия, зажиточного капитана корабля, и его жены Деборы Лайл (? — 1864). В день его восьмого дня рождения отец Маккея взял его на корабль с льном, курсировавшим между Монтрозом (Ангус) и Архангельском в России; после этого он никогда «не упускал возможности поговорить с капитанами в порту».
После работы писарем в Арброате Маккей присоединился к фирме по производству веревок и холстов, где его работодатель записал: «Джими неплохой парень, но он чертовски амбициозен».

## Карьера
Родители Маккея умерли, когда ему было двенадцать, после чего он унаследовал от отца значительную сумму, 2000 фунтов стерлингов из завещания (что эквивалентно 209 209 фунтам стерлингов в 2021 году) было инвестировано в судоходство в Восточной Индии, что принесло доход в размере 100 фунтов стерлингов в год. В 1871 году он устроился на работу у судовых брокеров и агентов Геллатли, Хэнки и Сьюэлла, которые были связаны с недавно основанной Британско-индийской паровой навигационной компанией (BI).
Открытие Суэцкого канала в 1869 году, сократившее путь из Лондона в Бомбей на 4000 миль (6400 км), вызвало всплеск торговли между Европой и Индией . В результате агенты BI в Калькутте, Mackinnon Mackenzie & Co., попросили своего лондонского коллегу Gray, Dawes & Co. предоставить нового помощника по доставке, чтобы справиться с возросшей рабочей нагрузкой. Маккей получил эту работу, несмотря на то, что был третьим кандидатом, приехав в Индию в 1874 году. С развитием внутреннего транспорта по всему субконтиненту расширились возможности экспорта индиго, угля, чая, джута и кованого железа, и компания Mackinnon Mackenzie & Co. добилась устойчивого роста бизнеса. Крах банка города Глазго в октябре 1878 года стал катастрофой для бомбейских агентов BI, Никола и компании, но позволил Маккею открыть в городе новый филиал Mackinnon Mackenzie & Co. В возрасте 26 лет он стал партнером бомбейской фирмы и получил 10 % долю прибыли, увеличившись до 15 % к 1884 году. Как позже вспоминал Маккей:
«Жизнь в Бомбее была чрезвычайно приятной. Меня избрали членом Королевского бомбейского яхт-клуба. Я построил небольшую яхту, которую назвал „Пинафор“, и совершил множество восхитительных круизов по гавани Бомбея. Я стал членом Бомбейской охоты… у нас были великолепные охоты каждое воскресенье в холодную погоду, каждый сезон из дома выводили свору гончих вместе с егерем. У меня было бунгало в Бандре, и сюда я ездил на выходные круглый год».
В 1881 году Джеймс Маккей вернулся домой в Шотландию после приступа брюшного тифа, очевидно, настолько ослабленный лихорадкой, что его пришлось сесть на борт своего корабля в Бомбее.
К 1914 году Маккей был единственным оставшимся в живых старшим партнером компании, которая в 1981 году была переименована в Inchcape plc. Маккей был назначен президентом Бенгальской торговой палаты в 1890 году, членом Законодательного совета вице-короля Индии в 1891 году и членом Законодательного совета вице-короля Индии в 1891 году, член Совета государственного секретаря Индии в 1897 году, и в том же году он стал членом Совета Индии до 1911 года.

## Маккейский договор
В октябре 1901 года Джеймс Маккей был назначен специальным комиссаром Его Величества для ведения переговоров с представителями Китая, прибывшим в Шанхай в начале декабря для переговоров. В следующем году он и китайский государственный деятель Шэн Сюаньхуай заключили китайско-британский «Договор Маккея», который предусматривал отмену экстерриториальности в Китае. К концу июля 1902 года переговоры были признаны практически завершенными, когда британская команда вернулась в Шанхай , и договор был подписан Маккеем и Шэн Сюаньхуай в качестве представителей своих правительств 5 сентября 1902 года.
За свою работу над договором Маккей был назначен кавалером Большого креста ордена Святых Михаила и Георгия (GCMG) в списке почестей по случаю дня рождения за ноябрь 1902 года и награжден знаком отличия короля Эдуарда VII в Букингемском дворце, 18 декабря 1902 года.

## Поздняя карьера
В 1907 году Маккей был повторно назначен членом Совета Индии еще на пять лет.
Маккей был в значительной степени ответственен за решение валютных проблем Индии и за принятие золотого стандарта. Король Великобритании Георг V сделал его бароном за его заслуги перед промышленностью и нацией в 1911 году. Позже Маккей занимал пост вице-президента компании Суэцкого канала. Председатель Peninsular and Oriental Steam Navigation Company («P&O»)  и директор Англо-персидской нефтяной компании и .
Маккей был назначен кавалером Ордена Индийской Империи (CIE) в 1891 году, кавалером Ордена Индийской Империи (KCIE) в 1894 году, кавалером Большого креста ордена Святого Михаила и Святого Георгия (GCMG) в 1902 году и кавалер Ордена Звезды Индии (KCSI) в 1910 году. В 1911 году он был возведен в звание пэра как барон Инчкейп из Стратнавера в графстве Сазерленд. Он избрал название титула в честь скалы Инчкейп, которая находится недалеко от Арброата, и Стратнавера в Шотландии. В 1924 году он был удостоен звания кавалера Ордена Звезды Индии (GCSI) и назначен виконтом Инчкейпом из Стратнавера в графстве Сазерленд . В 1929 году он был удостоен дальнейшей чести, когда он был назначен виконтом Гленаппом из Стратнавера в графстве Сазерленд и графом Инчкейпом.

## Смерть и наследие
Маккей умер 23 мая 1932 года на борту своей яхты «Ровер» в Монте-Карло, Монако . Он оставил неурегулированное личное имущество на сумму 552 809 фунтов стерлингов в Великобритании (40 825 858 фунтов стерлингов в 2021 году) и был похоронен на восточной стороне церкви Гленапп, Баллантре, Эршир, недалеко от тогдашнего семейного дома в замке Гленапп, 31 мая 1932 года. В его черном гробу с серебряными оправами лежала яхтенная кепка и венок из лилий от жены. По условиям своего завещания Маккей оставил по 100 фунтов стерлингов каждому из 202 командиров судов P&O и BI, а по 50 фунтов стерлингов завещал каждому из 200 старших офицеров и 200 главных инженеров «в качестве небольшого сувенира в знак признания вашей лояльности и верности мне».

## Семья
10 июля 1883 года лорд Инчкейп женился на Джин Патерсон Шэнкс (ок. 1861 — 10 ноября 1937) , дочери Джеймса Шэнкса и подруге детства из Арброата. У супругов было пятеро детей:
- Кеннет Маккей, 2-й граф Инчкейп (25 декабря 1887 — 21 июня 1939). Женился на Фрэнсис Кэролайн Мориарти (1896—1933), дочери Джона Фрэнсиса Мориарти (1858—1915), ирландского лорда апелляционного суда, и его первой жены Кэтрин Беатрис Кавана (1859—1898), 22 сентября 1915 года; они развелись в 1931 году[21]. Женился на Леоноре Брук, дочери Белого раджи Чарльза Вайнера Брука и Сильвии Бретт, рани из Саравака, 1 июня 1933 года[22].
- Леди Маргарет Каргилл Маккей (ум. 31 мая 1958), в 1913 году вышла замуж за Александра Шоу, 2-го барона Крейгмила (1883—1944).
- Леди Джанет Лайл Маккей (1886—1972), в 1908 году вышла замуж за землевладельца, подполковника Фредерика Бейли (? — 1951).
- Леди Элси Маккей[23] (21 августа 1893 — 13 марта 1928), летчица, актриса и дизайнер интерьеров P&O, замужем (позже аннулированная) за актером Деннисом Уиндхэмом. Пропал в море при попытке перелета через Атлантику с востока на запад.
- Леди Эффи Маккей (1895—1984), вышла замуж за дипломата, сэра Юджина Миллингтона-Дрейка (1889—1972). Среди их четырех детей был художник Тедди Миллингтон-Дрейк (1932—1994) и дочь Мэри (1924—1973), которая в 1960 году вышла замуж за дона Гаэтано, 12-го герцога Каркачи (1923—1993), из древней сицилийской аристократической семьи.